# Wapen van Oude IJsselstreek

Wapen van Oude IJsselstreek

Het wapen van Oude IJsselstreek is het wapen van de gemeente Oude IJsselstreek. Het is een combinatie van de wapens van Gendringen en Wisch. De beschrijving luidt:
"Doorsneden door een golvende dwarsbalk van azuur; I in goud een gaande leeuw van keel; II in zilver drie ringen van keel. Het schild gedekt met een gouden kroon van drie bladeren en twee parels".

## Geschiedenis
De gemeenten en Gendringen en Wisch werden vanwege een gemeentelijke herindeling opgeheven en op 1 januari 2005 samengevoegd tot de nieuwe gemeente Oude IJsselstreek. Er waren in 2006 twee ontwerpen voor een nieuw gemeentewapen. Het eerste ontwerp bestond uit het wapen van Wisch met daarop de golvende blauwe baan waarin de drie ringen van Gendringen. Er zaten twee nadelen aan deze versie. Omdat de ringen op een blauwe baan geplaatst waren moest de kleur naar heraldische regels zilver worden. Ook zou Gendringen door deze wijze figuratief gepresenteerd worden. In het tweede en uiteindelijke ontwerp worden beide gemeenten gelijkwaardig gepresenteerd, slechts gescheiden door de blauwe golvende balk dat een symbolische voorstelling is van de Oude IJssel. Op 28 augustus 2006 werd het wapen bij Koninklijk besluit aan de gemeente verleend.

## Verwante wapens

Wapen van Wisch
Wapen van Gendringen

## Bron
- Keuze gemeentewapen: oude-ijsselstreek.nl[dode link]

Aalten · 
Apeldoorn · 
Arnhem · 
Barneveld · 
Berg en Dal · 
Berkelland · 
Beuningen · 
Bronckhorst · 
Brummen · 
Buren · 
Culemborg · 
Doesburg · 
Doetinchem · 
Druten · 
Duiven · 
Ede · 
Elburg · 
Epe · 
Ermelo · 
Harderwijk · 
Hattem · 
Heerde · 
Heumen · 
Lingewaard · 
Lochem · 
Maasdriel · 
Montferland · 
Neder-Betuwe · 
Nijkerk · 
Nijmegen · 
Nunspeet · 
Oldebroek · 
Oost Gelre · 
Oude IJsselstreek · 
Overbetuwe · 
Putten · 
Renkum · 
Rheden · 
Rozendaal · 
Scherpenzeel · 
Tiel · 
Voorst · 
Wageningen · 
West Betuwe · 
West Maas en Waal · 
Westervoort · 
Wijchen · 
Winterswijk · 
Zaltbommel · 
Zevenaar · 
Zutphen